# Fehrsdorf
Fehrsdorf ist Ortsteil des Marktes Floß im Bezirk Oberpfalz im Landkreis Neustadt an der Waldnaab.

## Geographische Lage
Der Weiler Fehrsdorf liegt ungefähr fünf Kilometer südwestlich von Floß am Elzenbach und nahe der Straße von Floß nach Theisseil zwischen dem 530 Meter hohen Weberbühl im Osten und dem 595 Meter hohen Streit im Westen.

## Geschichte

### 15. und 16. Jahrhundert
Fehrsdorf (auch: Verchersdorf, Verherstorff, Vörhersdorff) wurde im Salbuch von 1416/1440 aufgeführt.
Die Abgaben für Fehrsdorf betrugen im Jahr 1 Achtl 7 Nepf Korn (Roggen), 1 Achtl 3 Nepf Gerste, 2 Muth 4 Nepf Hafer.
Dieses Salbuch, mit Informationen über die zu Floß gehörenden Ortschaften stammt aus der Zeit 1416 bis 1440.
In ihm erschienen folgende zu Floß gehörende Ortschaften:
Bergnetsreuth, Boxdorf, Diepoltsreuth, Ellenbach, Fehrsdorf, Gailertsreuth, Gösen, Grafenreuth, Hardt, Haupertsreuth, Konradsreuth, Meierhof, Niedernfloß, Oberndorf, Pauschendorf, Ritzlersreuth, Schlattein, Schönberg, Welsenhof, Wilkershof, Würnreuth, Würzelbrunn.
Es fehlten in diesem Saalbuch die bereits in zwei früheren Salbüchern genannten Ortschaften Kalmreuth, Plankenhammer, Weikersmühle.
1516 werden in Fehrsdorf 3 Bauern verzeichnet und 1541 3 Bauern, 8 Pferde, 16 Rinder, 5 Jungrinder, 4 Schweine und 6 Ziegen.
In einem Verzeichnis der Mannschaften um das Jahr 1559 wurden die folgenden zu Floß gehörigen Ortschaften aufgeführt:
Bergnetsreuth, Boxdorf, Diebersreuth, Diepoltsreuth, Ellenbach, Fehrsdorf, Gailertsreuth, Gösen, Grafenreuth, Hardt, Haupertsreuth, Höfen, Konradsreuth, Meierhof, Niedernfloß, Oberndorf, Pauschendorf, Plankenhammer, Ritzlersreuth, Schnepfenhof, Schönberg, Steinfrankenreuth, Weikersmühle, Welsenhof, Wilkershof, Würnreuth, Würzelbrunn.
Für Fehrsdorf wurden die folgenden drei Mannschaften verzeichnet:
Hanns Förster, Michell Peer, Merttenn Störr.

### 17. Jahrhundert
Während des Dreißigjährigen Krieges zogen in den Jahren 1620 und 1621 die Mansfeldischen Soldaten durch Fehrsdorf.
Dabei raubten sie den Bauern Geld, Vieh, Getreide, Lebensmittel, Kleidung, Wäsche, Betten, kupferne Pfannen und Töpfe, Werkzeuge, Waffen usw., fischten die Weiher ab und verbrannten und zerstörten die Bauernhöfe.
Eine Schadensaufstellung für Fehrsdorf aus dem Jahr 1621 ergab einen Schaden von insgesamt 366 Gulden und 47 Kreuzer.
Im Hof der Friedrichsburg in Vohenstrauß fand 1650 die Erbhuldigung gegenüber Pfalzgraf von Pfalz-Sulzbach Christian August statt.
Fehrsdorf erscheint auf der Huldigungsliste mit den 3 Hofbesitzern:
Georg Lindtner, Niclas Stich, Christoph Kohler.
Im Jahr 1652 wird Fehrsdorf beschrieben mit einem Hof und zwei Halbhöfen.
Seine Einwohner zu dieser Zeit waren 3 Bauern, nämlich 3 Ehepaare, 7 Kinder, davon 2 erwachsen.
Das Vieh bestand aus 6 Ochsen, 9 Kühen, 7 Jungrindern, 5 Schweinen.

### 18. Jahrhundert bis Gegenwart
Eine Beschreibung des Fürstlichen Pflegamtes Floßerbürg aus dem Jahr 1704 verzeichnete für
Fehrsdorf 3 Mannschaften, einen Hof, 2 halbe Höfe.
In einer historisch-statistischen Beschreibung des Pflegamtes Floß von 1794 wurden aufgeführt für
Fehrsdorf 3 Bauern, 1 Hirt, insgesamt 24 Einwohner.
Fehrsdorf gehörte zum Steuerdistrikt und zur Ruralgemeinde Bergnetsreuth, die Anfang des 19. Jahrhunderts gebildet worden war.
Zum Steuerdistrikt Bergnetsreuth gehörten außer Bergnetsreuth mit seiner Mühle noch die Weiler Fehrsdorf, Pauschendorf, und Welsenhof und die Einöde Wilkershof.
Der Steuerdistrikt Bergnetsreuth hatte insgesamt 190 Einwohner und 19 Wohngebäude.
Die Ortschaft Fehrsdorf hatte 1817 21 Einwohner und 4 Wohngebäude, 1861 26 Einwohner und 1961 19 Einwohner und 4 Wohngebäude.
Am 1. Januar 1972 wurde die Gemeinde Bergnetsreuth und damit auch Fehrsdorf in den Markt Floß eingegliedert.

## Hausnamen in Fehrsdorf
- Sachsen: Fehrsdorf 1 1/2, die Vorfahren kamen aus Sachsen.
- Schweden: Fehrsdorf 1, nach dem Dreißigjährigen Krieg heiratete ein Schwede ein.[16]